# Пелікан бурий
Пеліка́н бу́рий (Pelecanus occidentalis) — вид птахів з родини пеліканових. Поширений вздовж берегів Північної і Південної Америки та у Карибському басейні.

## Загальна характеристика

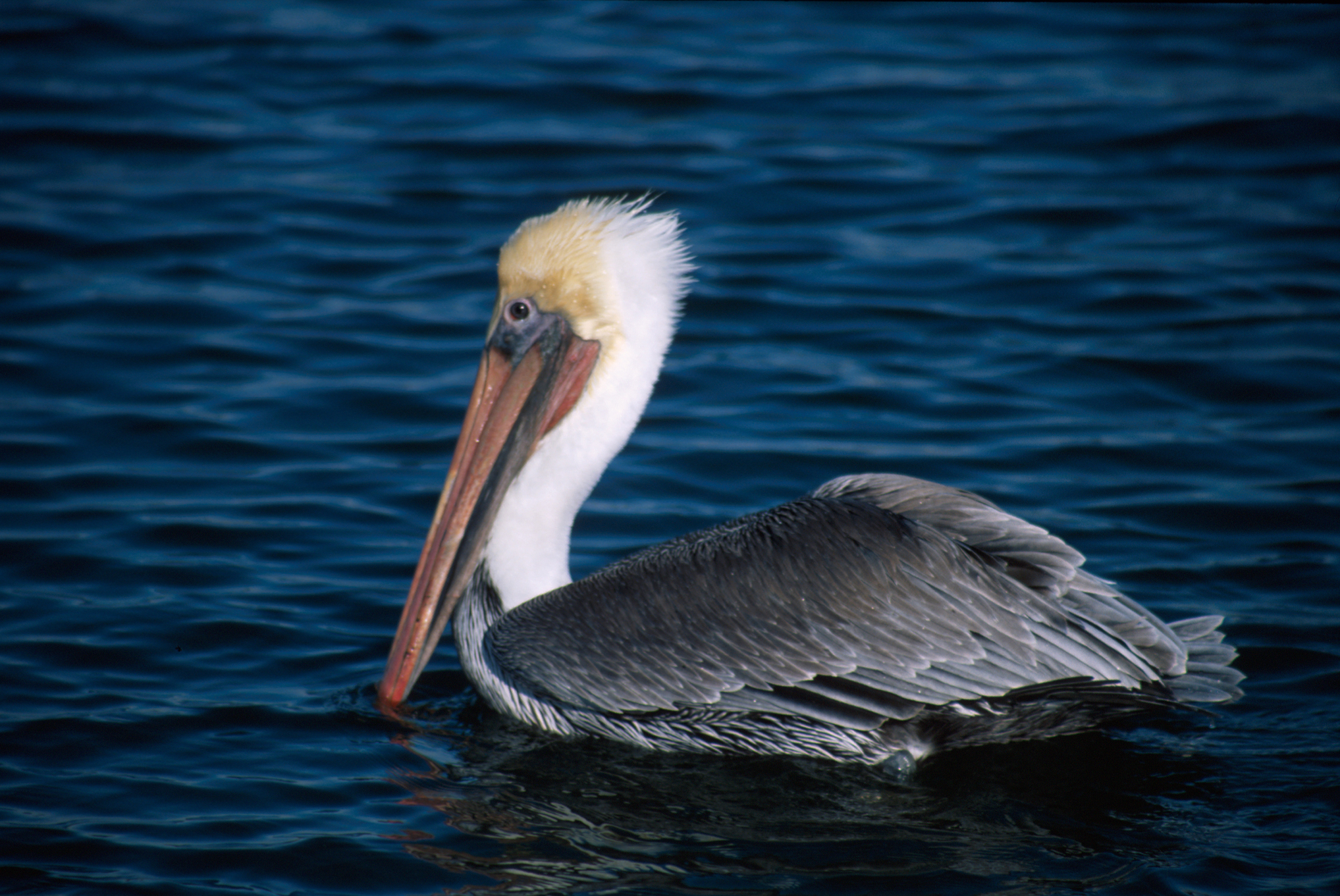
Молодий бурий пелікан

Бурий пелікан — великий приземистий птах, довжина тіла якого досягає 1,1 — 1,4 м, розмах крил — 2,2 — 2,3 м, вага — 4-5 кг. Самці і самиці цього виду забарвлені однаково (тобто статевий диморфізм відсутній), але самиці трохи крупніші. Забарвлення дорослих птахів сіро-коричневе, з білою потилицею та задньою поверхнею шиї. Протягом шлюбного періоду задня поверхня шиї стає темно-коричневою (див. фотографію нижче). Молоді птахи мають цілком буре забарвлення із світлішим черевом. Дзьоб сірий, з великим міхуром, який вміщує приблизно в три рази більший об'єм, аніж шлунок птаха — до 10 літрів рідини.
Зазвичай бурі пелікани літають зграями, формуючи в польоті V-подібний клин. На відміну від інших видів пеліканів, бурий пелікан в польоті рідко ширяє.

## Розповсюдження

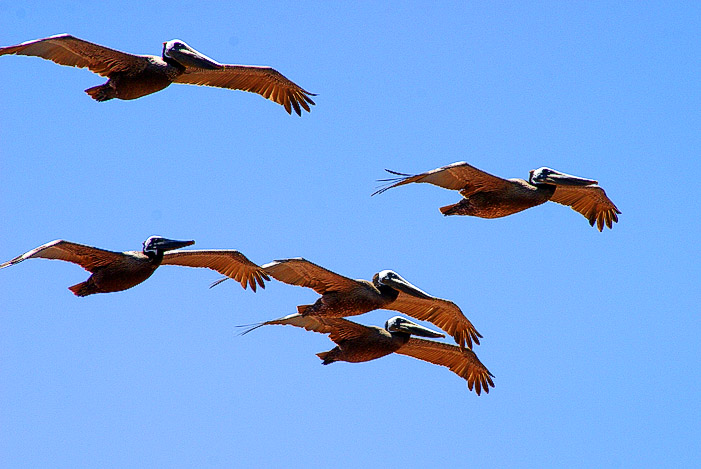
Зграя бурих пеліканів, Каліфорнія, США

Бурий пелікан поширений на узбережжі Мексиканської затоки, атлантичному та тихоокеанському узбережжях США, тихоокеанському узбережжі Південної Америки на південь до північних районів Перу та на островах Карибського моря (див. карту). Після закінчення гніздового періоду цей птах трапляється на північ до Британської Колумбії та Нової Шотландії.
Бурий пелікан є мешканцем винятково морського узбережжя і, на відміну від інших видів цієї родини, ніколи не гніздиться та практично ніколи не зустрічається на прісних водоймах.

## Живлення

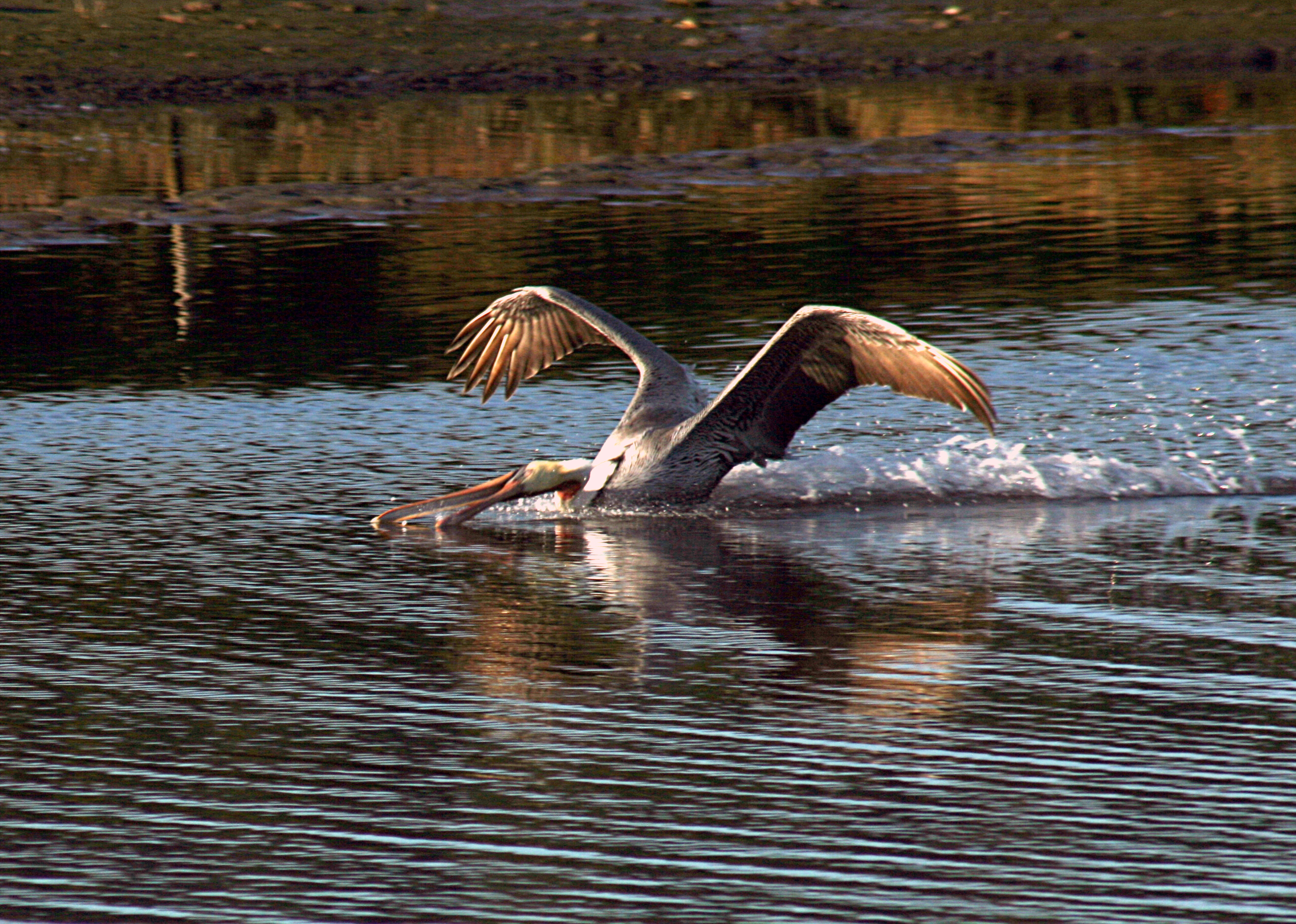
Бурий пелікан, що пірнає за рибою

На відміну від більшості пеліканів, бурий пелікан зазвичай не збирає їжу з поверхні води, а пірнає за нею з повітря. Звичайно бурий пелікан видивляється зграйку риби, баражуючи над морем на невеликій відстані від берега. Помітивши рибу, пелікан пірнає за нею, напівсклавши крила. Занурюючись під воду, він використовує розкритий дзьоб як сачок для вичерпування риби. Потім, на поверхні, пелікан виливає воду з піддзьобового міхура, видавлюючи її через бокові щілини нещільно закритого дзьоба. Отриману таким чином здобич він ковтає, підіймаючи дзьоб догори.
Часом великі мартини намагаються викрадати здобич у пелікана — вони вистежують слушну мить, літаючи навколо або інколи навіть сідаючи пеліканові на голову, і якщо пелікан відкриє дзьоба, намагаються вихопити звідти рибу. Бурий пелікан споживає такі види риб як оселедець, менхаден (американський оселедець), кефаль, атерина та інші приповерхневі види, а також може харчуватись і ракоподібними (в основному креветками).

## Гніздування та розмноження

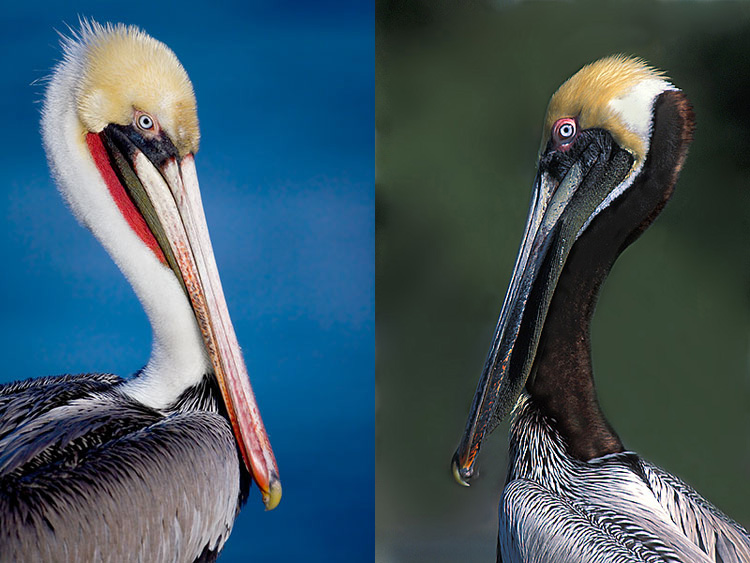
Варіанти забарвлення бурого пелікана: звичайний (ліворуч) та під час шлюбного періоду (праворуч)

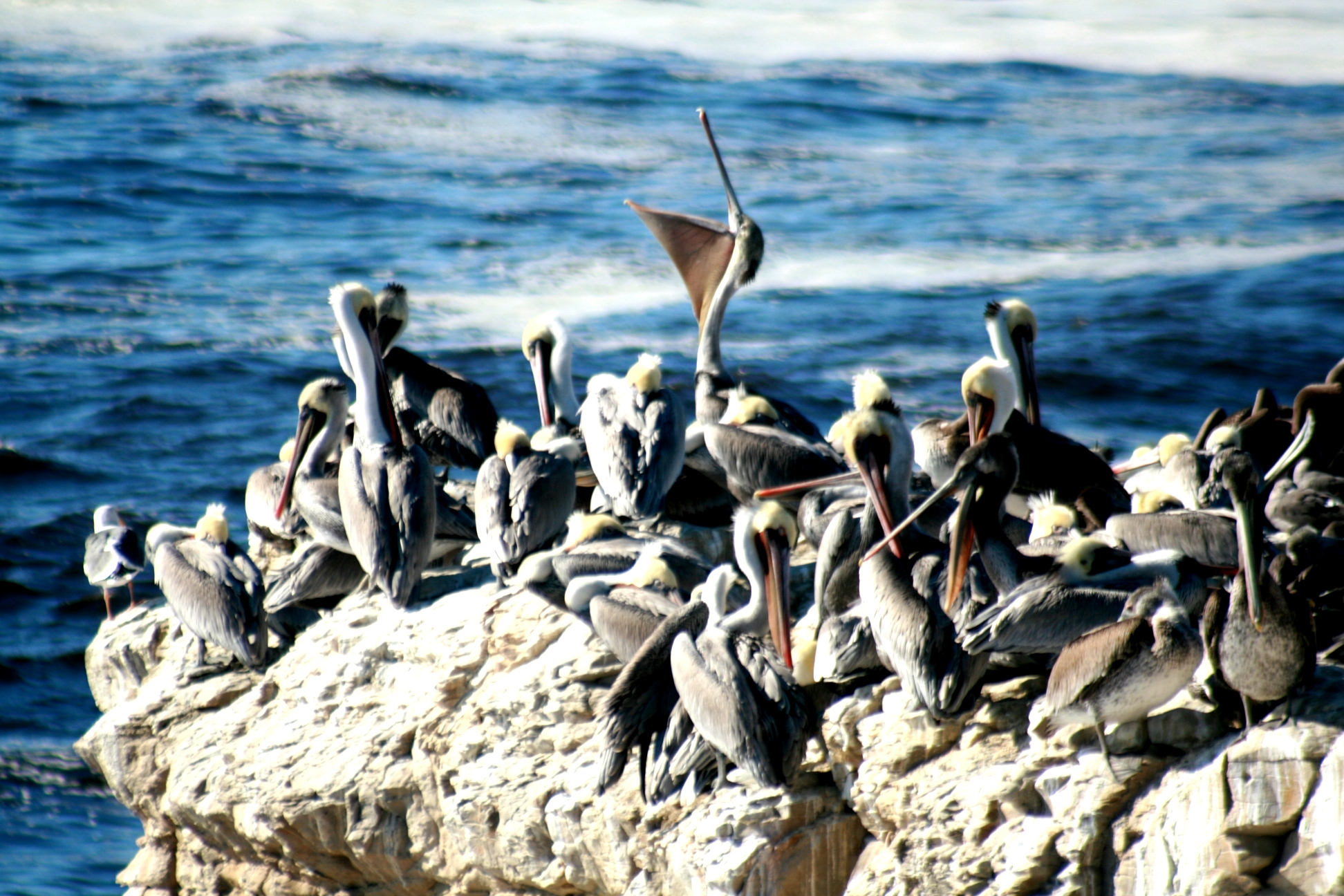
Колонія бурих пеліканів

Гніздування бурого пелікана відбувається в колоніях, що можуть налічувати до кількох тисяч пар. Самець бурого пелікана обирає місце для гнізда і після цього намагається привернути увагу самиці за допомогою характерних бокових рухів головою. Коли самиця обирає самця, він починає збирати і приносити до неї гілки, стебла очерету, суху траву та листя для гнізда. Самиця приймає ці матеріали, похитуючи головою, і використовує їх для будівництва. Загалом процес будівництва гнізда може займати більше ніж тиждень. Пелікани можуть будувати гнізда на землі, на гілках дерев або всередині кущів. Якщо гніздо розташоване на землі, пелікани можуть викопувати лапами невелике заглиблення для нього. Також цей вид пеліканів може гніздитись на скелястих урвищах або на верхівках окремих скель та скелястих островів. Останнє особливо характерне для колоній, розташованих вздовж західного узбережжя Південної Америки: деякі тамтешні острівці, завдяки існуючим там постійним колоніям пеліканів та інших морських птахів, вкриваються шаром їхнього калу (гуано) товщиною до кількох десятків метрів. На таких місцях шар гуано у прибережних країнах промислово розробляють і використовують як азотне добриво.
Самиця бурого пелікана відкладає 2-3 яйця крейдяно-білого кольору через кілька днів після завершення будівництва гнізда. У висиджуванні беруть участь обоє батьків, і також вони разом по черзі доглядають пташенят. Інкубація яєць відбувається дещо незвичайно: оскільки пелікани, на відміну від інших птахів, не мають оголеної ділянки шкіри на череві, пристосованої для висиджування, вони зігрівають яйця, кладучи на них лапи, плавальні перетинки на яких у цей час потовщуються і нагріваються завдяки розширенню кровоносних судин.
Протягом перших 10 днів після виведення пташенят батьки годують їх, відригуючи напівперетравлену рибу на дно гнізда, а пізніше пташенята вибирають цю відригнуту рибу безпосередньо з піддзьобових міхурів дорослих птахів. Якщо гніздо розташоване на землі або на невисоких кущах, пташенята можуть покидати його та тимчасово пересуватись навкруги (на невеликій відстані) починаючи з місячного віку. Якщо ж гніздо розташоване на дереві, пташенята покидають його, лише тоді, коли вже здатні літати (у віці від двох до трьох місяців).

## Небезпеки та лімітуючі фактори

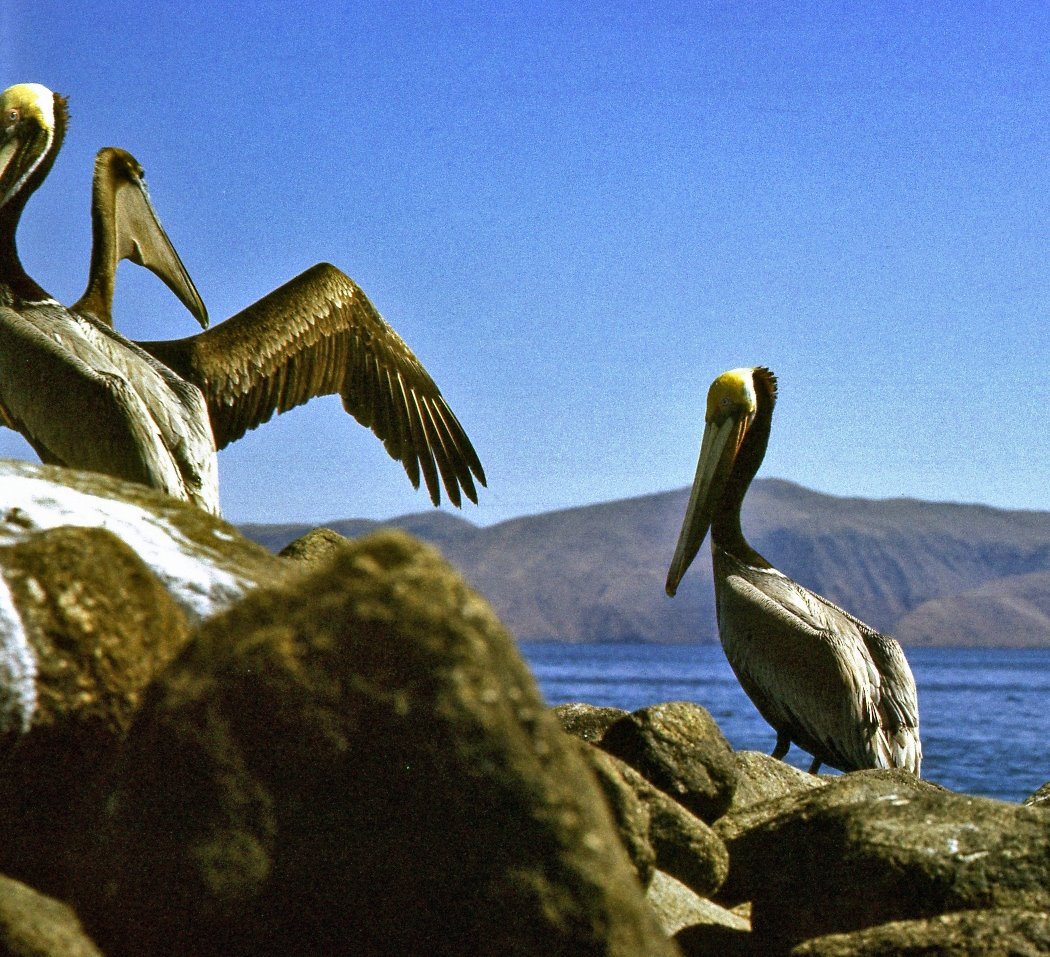
Бурі пелікани на скелях в р-ні Каліфорнійської затоки, США

Популяція бурого пелікана вважається стабільною на узбережжі Флориди, атлантичному узбережжі США та на берегах Південної Америки, а на західному узбережжі США та на північному узбережжі Мексиканської затоки цей вид перебуває під охороною.
Цей вид пеліканів дуже чутливий до хімічного забруднення середовища, особливо речовинами, які абсорбуються в організмі риб та інших морських тварин. Найнебезпечнішим хімікатом за всю історію спостережень виявився ДДТ, котрий вражає систему обміну кальцію в організмі. В результаті цього шкаралупа пташиних яєць стає тонкою та крихкою, і птахи часто розчавлюють кладку при висиджуванні. Як наслідок масового застосування ДДТ в сільському господарстві популяція бурого пелікана в 60-ті роки ХХ сторіччя швидко і майже катастрофічно скоротилася, особливо на південному узбережжі США (куди добрива виносяться з усього басейну Міссісіпі). Але після заборони застосування великої кількості добрив та отрутохімікатів (особливо це стосується пестицидів), бурий пелікан швидко відновив свою чисельність, ставши в деяких місцях дуже звичайним.

## Галерея

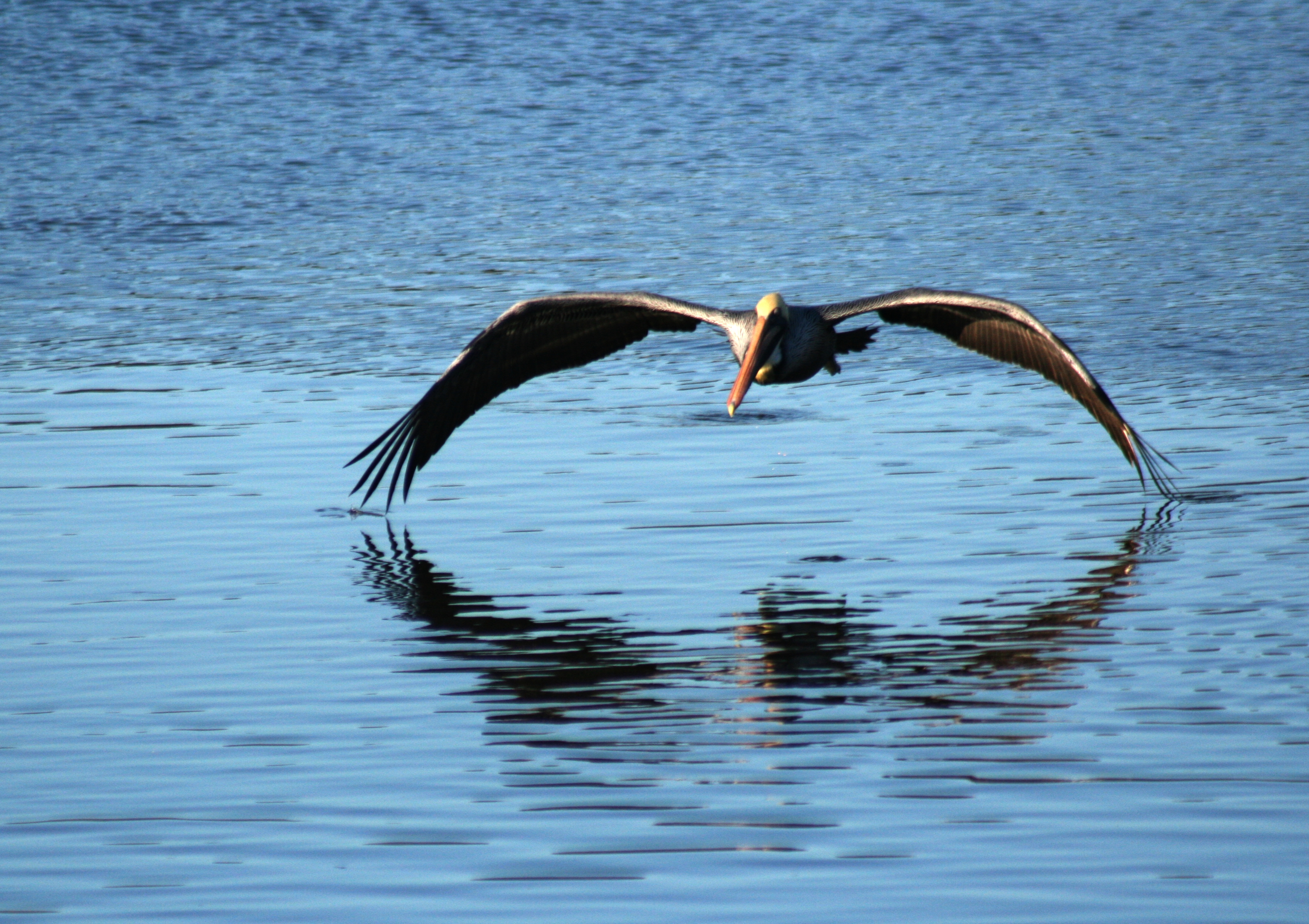
Бурий пелікан над поверхнею води
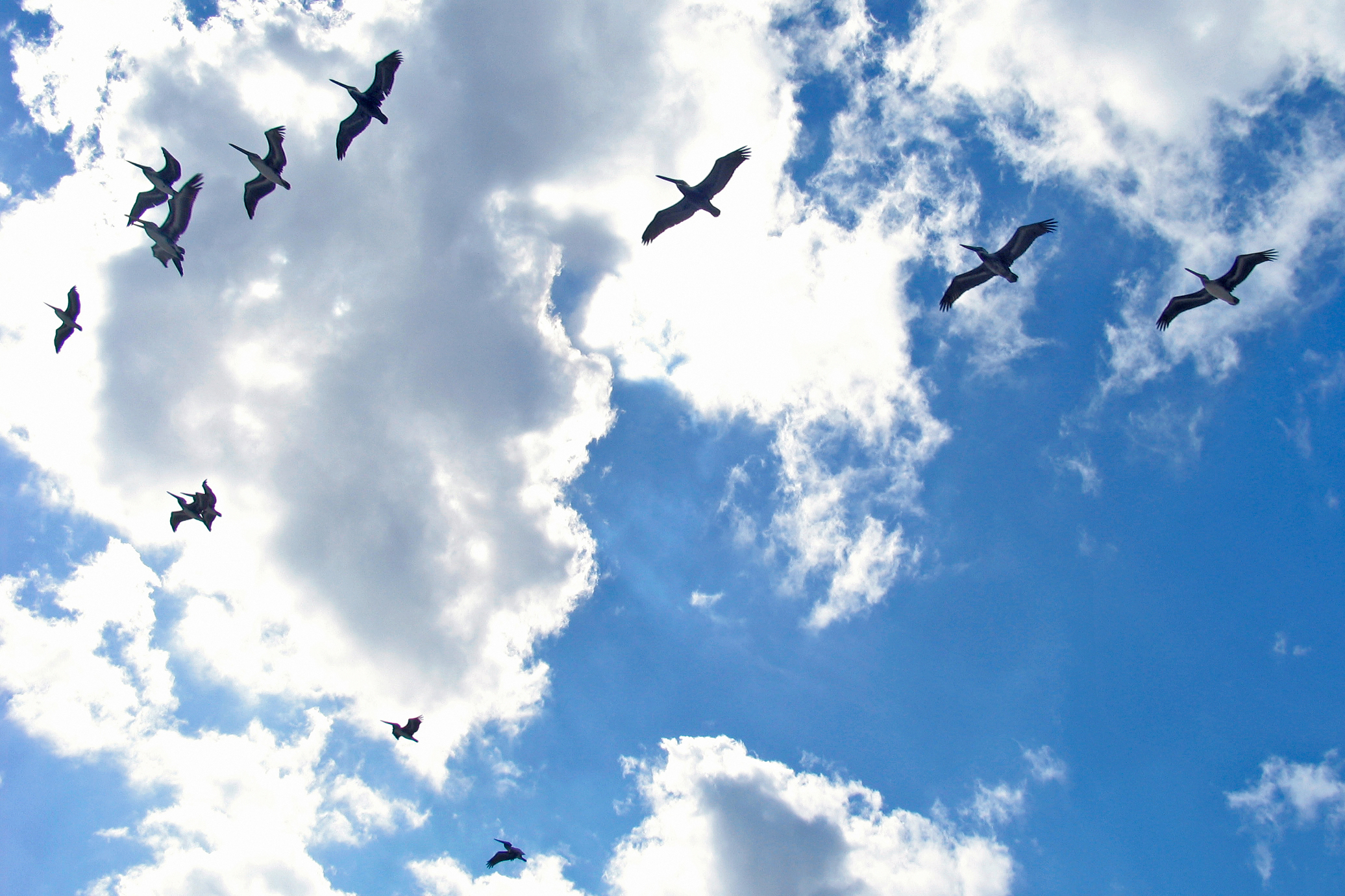
Ключ бурих пеліканів у польоті над Гаванською бухтою, 2006
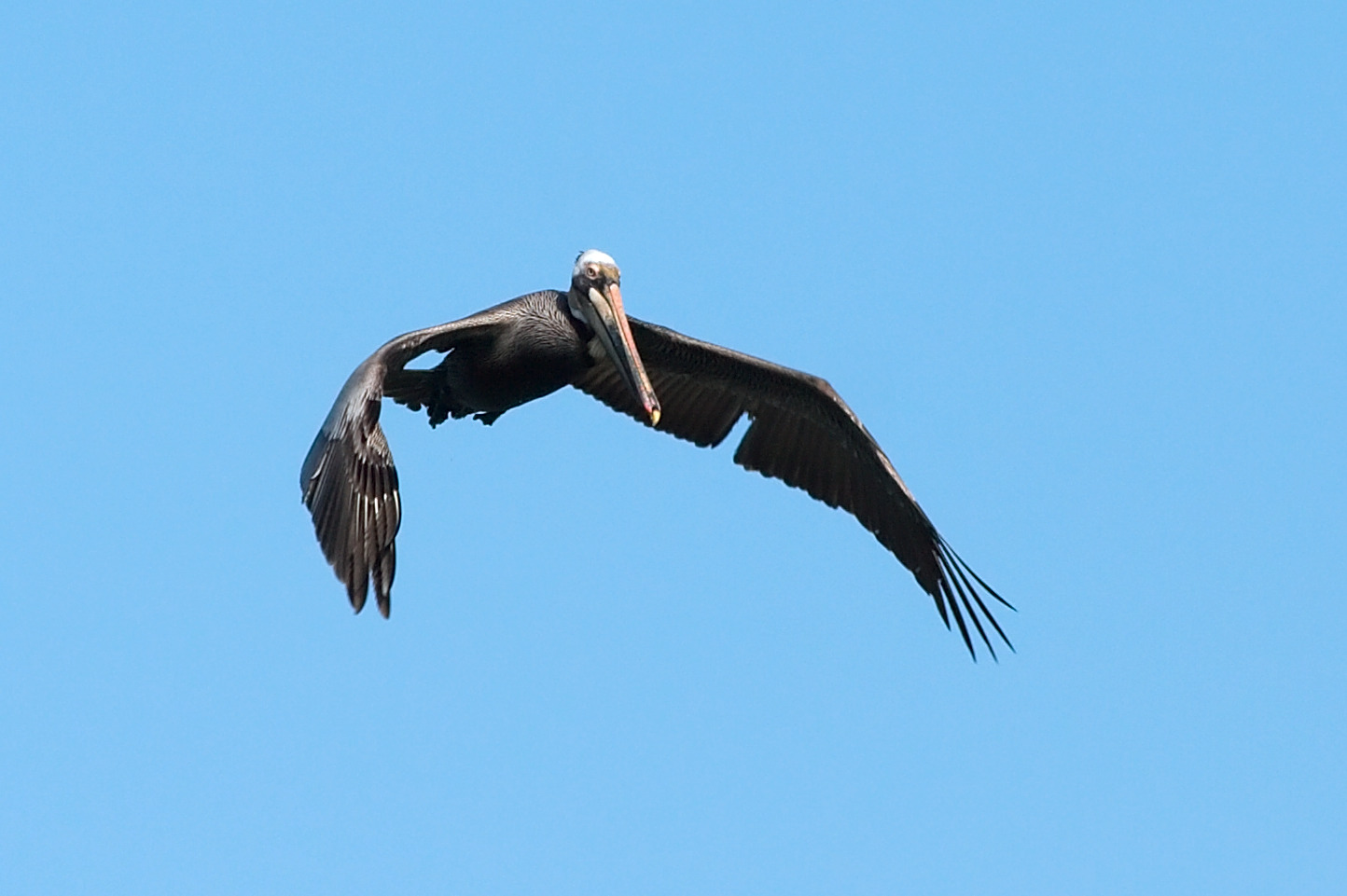
Пікіруючий бурий пелікан у районі Санта-Барбари, Каліфорнія, США, 2008
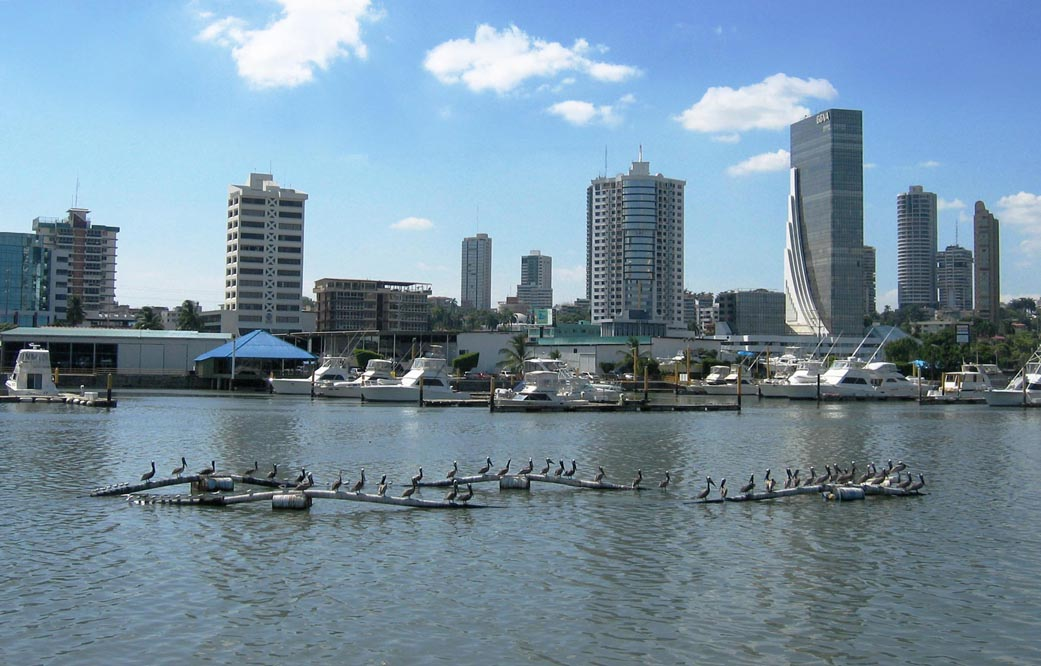
Бурі пелікани у Панамській бухті, фото з пірсу Панамського яхт-клубу, 2006